# 죽음의 천사 (영화)
죽음의 천사(Wakolda, The German Doctor)는 노르웨이에서 제작된 루시아 푸엔조 감독의 2013년 드라마, 스릴러 영화이다. 알렉스 브렌데뮬 등이 주연으로 출연하였고 거드니 험멜볼 등이 제작에 참여하였다.

## 출연

### 주연
- 알렉스 브렌데뮬
- 나탈리아 오레이로
- 디에고 퍼레티

### 조연
- 엘레나 로저
- 플로렌시아 바도
- 앨런 다이즈
- 기예르모 펜닝
- 아나 폴스

## 제작진
- 작곡: 다니엘 타랍
- 배역: 마리아 로라 베르치